# ایتسیار کاسترو
ایتسیار کاسترو (اسپانیایی: Itziar Castro‎؛ زادهٔ ۱۴ فوریهٔ ۱۹۷۷ – درگذشتهٔ ۸ دسامبر ۲۰۲۳) بازیگر سینما و تلویزیون اهل اسپانیا بود.
از فیلم‌ها یا مجموعه‌های تلویزیونی که وی در آن‌ها نقش داشته‌است، می‌توان به رو در رو، سفید برفی و رو در رو: اوئاسیس اشاره نمود.
وی نامزد دریافت جایزه گویا «بهترین بازیگر جدید زن» در سال ۲۰۱۸ بود.